# Andrejs Štolcers
Andrejs Štolcers (Riga, 1974. július 8. –) lett válogatott  labdarúgó.
A lett válogatott tagjaként részt vett a 2004-es Európa-bajnokságon.

## Sikerei, díjai
Skonto Riga
- Lett bajnok (2): 1996, 1997

Szpartak Moszkva
- Orosz bajnok (1): 2000

Fulham
- Angol másodosztályú bajnok (1): 2000–01
- Intertotó-kupa győztes (1): 2001

Bakı FK
- Azeri bajnok (1): 2005–06